# المعزاب (أفلح اليمن)
{{منطقة يمنية
|الاسم الرسمي       = قرية المعزاب
|اسم2              =
| البلد            =  اليمن
|صورة المدينة      =
|تعليق الصورة      =
|حجم الصورة        =
|علم               =
|تعليق علم         =
|شعار              =
|تعليق شعار        =
|اللقب             =
|تاريخ التأسيس     = 
|خريطة المدينة      =
|تعليق على الخريطة  =
|المحافظة =  محافظة حجة
|العاصمة=
| نوع = قرية

|المديرية=مديرية أفلح اليمن
|المدينة=
|الحي=
|العزلة=[[عزلة جياح (حجة)
|القرية=

|مساحة الأرض        =
|مساحة المياه       =
|ارتفاع            = 
|المساحة الكلية     =
|تعداد 2004   =  47
|الذكور 2004            = 23
|الإناث 2004          =24
|الكثافة 2004  =
|عدد المساكن 2004       = 6
|عدد الأسر 2004          = 6
| إسقاط 2014 = 63
| الذكور 2014 =30
| الإناث 2014 =32
|الكثافة 2014  =
| عدد الأسر 2014 =8
| عدد المساكن 2014 =8
|خط العرض          =
|خط الطول         = 
|خريطة البلد       = اليمن
|غرينتش توقيت صيفي =
|التوقيت           = توقيت اليمن
|فرق التوقيت       =+3
|الرمز البريدي      =
|الرمز الهاتفي      =
|الموقع الرسمي     =
}}
المعزاب هي إحدى قرى عزلة بني يعمر بمديرية أفلح اليمن التابعة لمحافظة حجة، بلغ تعداد سكانها 47 نسمة حسب تعداد اليمن لعام 2004.